# Glenn Graham

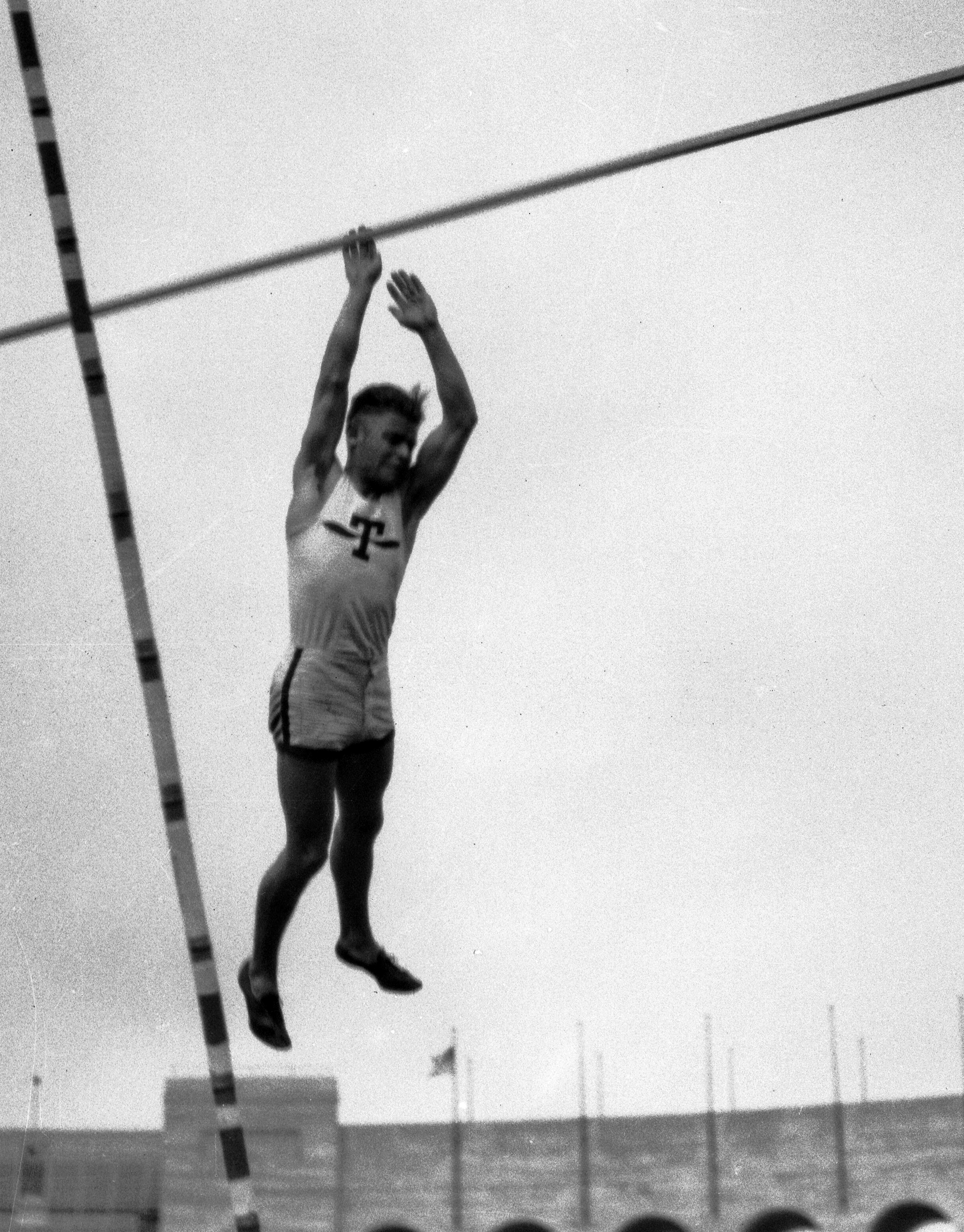
Glenn Graham (1924)

Glenn Graham (* 17. Januar 1904 in Los Angeles, Kalifornien; † 19. Juli 1986 in Nevada, Missouri) war ein US-amerikanischer Leichtathlet, der sich auf den Stabhochsprung spezialisiert hatte. Er startete für das California Institute of Technology und wog 68 kg bei einer Körpergröße von 1,80 m. 
Graham kam dreimal unter die Top Ten der Weltbestenliste:
- 1924: Platz 8 mit 3,96 m, erzielt am 14. Juni in Cambridge
- 1926: Platz 5 mit 4,04 m, erzielt am 15. Mai in Los Angeles
- 1930: Platz 9 mit 4,06 m (persönliche Bestleistung), erzielt am 15. Februar in Los Angeles.

Im olympischen Jahr 1924 konnte er sich bei den Landesmeisterschaften, die Edwin Myers gewann, nicht platzieren, qualifizierte sich jedoch bei den Ausscheidungswettkämpfen, die mit einem vierfachen Remis – Glenn Graham, Lee Barnes, James Brooker und Ralph Spearow sprangen alle 3,96 m – endeten. Im Finale von Paris kam es dann zu einem Stechen zwischen Graham und dem erst 17-jährigen Barnes, das Barnes für sich entschied. Graham gewann die Silbermedaille; für beide Athleten wurden 3,95 m notiert. Der Drittplatzierte, James Brooker, sprang 3,90 m.